# Hendersonite
L'hendersonite è un minerale.